# KNHB beker mannen 1994/95
De 2de editie van de KNHB beker 1995/96 kende HDM als winnaar. In de finale die gespeeld werd in het Wagener-stadion versloegen de Hagenaars Amsterdam na strafballen.

## Eerste ronde
Officiële speeldatum: 23 september 1994. In deze ronde speelden alleen de 24 clubs uit de Overgangsklasse tegen elkaar. 
| Thuis      | Uitslag | Uit             | Bijzonderheden                                 |
| ---------- | ------- | --------------- | ---------------------------------------------- |
| Voordaan   | 1-1     | Hurley          | Voordaan wint na strafballen                   |
| Nijmegen   | 0-5     | Concordia       |                                                |
| Hudito     | 2-5     | Venlo           |                                                |
| Geel-Zwart | 5-2     | Ring Pass Delft |                                                |
| Gooische   | 3-2     | Tempo '41       | Na 60 minuten gestaakt, later moment afgemaakt |
| Groningen  | 4-2     | Breda           |                                                |
| Rotterdam  | 1-1     | MEP             | Rotterdam wint na strafballen                  |
| Alkmaar    | 4-3     | Schaerweijde    |                                                |
| EMHC       | 4-2     | Laren           |                                                |
| Warande    | 3-2     | SCHC            |                                                |
| Leonidas   | 4-1     | Union           |                                                |
| Kampong    | 2-1     | Victoria        |                                                |

## Tweede ronde
Officiële speeldatum: ?. In deze ronde stroomden de hoofdklassers Oranje Zwart, Den Bosch (9 en 10 in het vorige seizoen) en stroomden de nieuwkomers in de Hoofdklasse EHV en Push.
| Thuis     | Uitslag | Uit          | Bijzonderheden              |
| --------- | ------- | ------------ | --------------------------- |
| Venlo     | 3-3     | Alkmaar      | Alkmaar wint na strafballen |
| Warande   | 1-1     | Push         | Push wint na strafballen    |
| Concordia | 0-5     | Den Bosch    |                             |
| Kampong   | 1-1     | Gooische     | Kampong wint na strafballen |
| Rotterdam | 4-2     | Oranje Zwart |                             |
| Leonidas  | 3-1     | EHV          |                             |
| EMHC      | 7-2     | Voordaan     |                             |
| Groningen | ?-?     | Geel-Zwart   |                             |

## Derde ronde
Officiële speeldatum: 7 april 1995. In deze ronde stroomden de overige hoofdklassers in. 
| Thuis       | Uitslag | Uit               | Bijzonderheden                |
| ----------- | ------- | ----------------- | ----------------------------- |
| Bloemendaal | 2-4     | Amsterdam         |                               |
| Den Bosch   | 0-5     | HDM               |                               |
| Rotterdam   | 1-1     | Push              | Rotterdam wint na strafballen |
| Kampong     | 2-1     | EMHC              |                               |
| Alkmaar     | 1-4     | Klein Zwitserland |                               |
| Pinoké      | 0-8     | HGC               |                               |
| Groningen   | 1-2     | Hattem            |                               |
| Leonidas    | 3-2     | Tilburg           |                               |

## Kwartfinales
Officiële speeldatum: 28 april 1995.  
| Thuis             | Uitslag | Uit       | Bijzonderheden                |
| ----------------- | ------- | --------- | ----------------------------- |
| Rotterdam         | 1-3     | Leonidas  |                               |
| Kampong           | 1-1     | Amsterdam | Amsterdam wint na strafballen |
| Klein Zwitserland | 1-6     | HDM       |                               |
| Hattem            | 2-3     | HGC       |                               |

## Halve finales
Officiële speeldatum: 10 juni 1995.  
| Thuis    | Uitslag | Uit       | Bijzonderheden |
| -------- | ------- | --------- | -------------- |
| Leonidas | 3-5     | Amsterdam |                |
| HGC      | 1-2     | HDM       |                |

## Finale
11 juni 1995, Amsterdam.
| Thuis | Uitslag | Uit       | Bijzonderheden                |
| ----- | ------- | --------- | ----------------------------- |
| HDM   | 3-3     | Amsterdam | HDM wint na strafballen: 10-9 |